# Festival du film italien de Villerupt
Le Festival du film italien de Villerupt présente la production cinématographique italienne à Villerupt, en France.
Le trophée du festival est l'Amilcar, d'après une œuvre du sculpteur italo-lorrain Amilcar Zannoni. L'artiste salue dans le Festival « un cinéma humainement engagé, apprécié d'une population pouvant être fière d'avoir joué un rôle essentiel dans l'histoire culturelle de la Lorraine ».

## Historique
Le festival est fondé en 1976 par un groupe de cinéphiles issus de la Maison des jeunes et de la culture (MJC) de Villerupt. La forte population d'origine italienne de Villerupt et de sa région et l'engouement pour le film italien dans la fin des années 1970 ont fait passer le nombre de spectateurs de 3 000 à 40 000[Quand ?][réf. souhaitée].
Depuis sa fondation, le festival a essaimé dans les communes proches d'Audun-le-Tiche et d'Esch-sur-Alzette (Luxembourg), et sous forme de projections décentralisées de films italiens dans de nombreuses villes plus distantes, y compris du sud lorrain telles que Neufchâteau ou Épinal[réf. nécessaire].

## Palmarès

### Années 1990

#### Palmarès 1999
22e édition du Festival du film italien de Villerupt 1999
- Prix du Jury : Il guerriero camillo de Claudio Bigagli
- Prix du Public : Come te nessuno mai de Gabriele Muccino
- Prix du Jury Jeune : Muzungu (it) de Massimo Martelli (it)
- Prix de la ville de Villerupt : Enrico Lo Verso

### Années 2000

#### Palmarès 2000
23e édition du Festival du film italien de Villerupt 2000
- Prix du Jury : La guerra degli Antò (it) de Riccardo Milani
- Prix du Jury Jeune : La guerra degli antò de Riccardo Milani
- Prix du Public : Il cielo cade de Andrea et Antonio Frazzi

#### Palmarès 2001
24e édition du Festival du film italien de Villerupt 2001
- Prix du Jury : I nostri anni (it) de Daniele Gaglianone (it)
- Prix du Jury Jeune : Ribelli per caso (it) de Vincenzo Terracciano (it)
- Prix du Public : Ribelli per caso de Vincenzo Terraciano
- Prix de la Presse : Tableau de famille de Ferzan Ozpetek
- Prix de la ville de Villerupt : Michele Placido

#### Palmarès 2002
25e édition du Festival du film italien de Villerupt 2002
- Prix du Jury : Giorni (it) de Laura Muscardin (it)
- Prix du Jury Jeune : Quello che cerchi (it) de Marco Simon Puccioni
- Prix du Public : Le Plus Beau Jour de ma vie (Il più bel giorno della mia vita) de Cristina Comencini
- Prix de la Presse : Le Sourire de ma mère de Marco Bellocchio
- Prix de la ville de Villerupt : Enzo D'Alò

#### Palmarès 2003
26e édition du Festival du film italien de Villerupt 2003
- Prix du Jury : Fate come noi de Francesco Apolloni (it)
- Prix du Jury Jeune : L'amore di Marja (it) de Anne Riitta Ciccone
- Prix du Public : Il posto dell'anima (it) de Riccardo Milani
- Prix de la Presse : Buongiorno, notte de Marco Bellocchio
- Prix de la ville de Villerupt : Maurizio Scaparro, réalisateur, metteur en scène et critique de théâtre

#### Palmarès 2004
27e édition du Festival du film italien de Villerupt du 29 octobre au 14 novembre 2004
- Amilcar du Jury (Grand prix du jury) : La spettatrice de Paolo Franchi
- Amilcar du Public : Che ne sarà di noi de Giovanni Veronesi
- Amilcar du Jury Jeune : Écoute-moi / À corps perdus de Sergio Castellitto
- Amilcar de la Presse : L' Été où j'ai grandi de Gabriele Salvatores
- Prix spécial (décerné à une personnalité du monde du cinéma italien) : Silvio Muccino pour le rôle principal dans Che ne sarà di noi

#### Palmarès 2005
28e édition du Festival du film italien de Villerupt du 28 octobre au 10 novembre 2005. Jury présidé par la productrice Véra Belmont.
- Amilcar du jury ex æquo : Sotto il sole nero (it) de Enrico Verra et Viva Zapatero! de Sabina Guzzanti
- Amilcar du Jury Jeune (ex æquo) : Onde (it) de Francesco Fei, Viva Zapatero! de Sabina Guzzanti
- Amilcar du Public : Viva Zapatero! de Sabina Guzzanti
- Amilcar de la Presse : La Fenêtre d'en face de Ferzan Ozpetek
- Prix spécial : Ferzan Özpetek, réalisateur

#### Palmarès 2006
29e édition du Festival du film italien de Villerupt 2006
- Amilcar du Jury : Billo il grande dakhaar de Laura Muscardin (it)
- Amilcar du Jury Jeune : Non prendere impegni stasera (it) de Gianluca Maria Tavarelli (it)
- Amilcar du Public : Notte prima degli esami de Fausto Brizzi
- Amilcar de la Presse : Libero de Kim Rossi Stuart
- Amilcar du Festival du film italien de Villerupt : Maurizio Sciarra pour son film Quale Amore

#### Palmarès 2007
30e édition du Festival du film italien de Villerupt 2007
- Amilcar du Jury : Notturno bus de Davide Marengo (it) ex æquo avec Le ferie di licu de Vittorio Moroni (it)
- Amilcar du Jury Jeune : Il 7 e l'8 de Ficarra e Picone et G. Avellino
- Amilcar du Public : Ciao Stefano de Gianni Zanasi
- Amilcar de la Presse : Saturno contro de Ferzan Ozpetek
- Amilcar du Festival du film italien de Villerupt : Beppe Caschetto, producteur

#### Palmarès 2008
31e édition du Festival du film italien de Villerupt 2008
- Amilcar du Jury : Mar nero (it) de Federico Bondi
- Mention spéciale du Jury : Le Déjeuner du 15 août de Gianni Di Gregorio et La Terramadre (it) de Nello La Marca
- Amilcar du Jury Jeune : Mar nero de Federico Bondi
- Amilcar du Public : Amore, bugie e calcetto de Luca Lucini
- Amilcar de la Presse : Le Déjeuner du 15 août de Gianni Di Gregorio
- Amilcar de la ville de Villerupt : Nicola Piovani, compositeur et pianiste

#### Palmarès 2009
32e édition du Festival du Film italien de Villerupt 2009
- Amilcar du Jury : Dix hivers à Venise de Valerio Mieli
- Mention spéciale du Jury : La bella gente de Ivano De Matteo
- Amilcar du Jury Jeune : La casa sulle nuvole (it) de Claudio Giovannesi
- Amilcar du Public : Si può fare de Giulio Manfredonia
- Amilcar de la Presse : Vincere de Marco Bellocchio
- Amilcar des Exploitants : Si può fare de Giulio Manfredonia
- Mention spéciale du Jury : La bella gente de Ivano De Matteo
- Amilcar de la ville de Villerupt : Wilma Labate, réalisatrice

### Années 2010

#### Palmarès 2010
33e édition du Festival du film Italien de Villerupt 2010
- Amilcar du Jury : Le Voyage de Lucia de Stefano Pasetto (it)
- Amilcar du Jury Jeune : 20 sigarette (it) de Aureliano Amadei
- Amilcar du Public : La prima cosa bella de Paolo Virzi
- Amilcar de la Presse : La Solitude des nombres premiers de Saverio Costanzo
- Amilcar des Exploitants : Basilicata coast to coast de Rocco Papaleo
- Amilcar de la ville de Villerupt : Maurizio Nichetti, acteur, réalisateur, scénariste

#### Palmarès 2011
34e édition du Festival du film Italien de Villerupt 2011
- Amilcar du Jury : Sette opere di misericordia (it) de Gianluca et Massimiliano De Serio (it)
- Amilcar du Jury Jeune : Ruggine (it)de Daniele Gaglianone (it)
- Amilcar du Public : Scialla! (Stai sereno) de Francesco Bruni
- Amilcar de la Presse : Corpo celeste de Alice Rohrwacher
- Amilcar des Exploitants : Tatanka de Giuseppe Gagliardi (it)
- Amilcar de la ville de Villerupt : Gianluca Arcopinto, producteur

#### Palmarès 2012
35e édition du Festival du film italien de Villerupt 2012
- Amilcar du Jury : I primi della lista de Roan Johnson
- Amilcar du Jury Jeune : La kryptonite nella borsa de Ivan Cotroneo
- Amilcar du Public : Chaque jour que Dieu fait de Paolo Virzi
- Amilcar de la Presse : Piazza Fontana de Marco Tullio Giordana
- Amilcar des Exploitants : Il rosso e il blu de Giuseppe Piccioni
- Amilcar de la ville de Villerupt : Luigi Lo Cascio, acteur et réalisateur

#### Palmarès 2013
36e édition du Festival du film italien de Villerupt 2013
- Amilcar du Jury : Cosimo e Nicole (it) de Francesco Amato (it)
- Amilcar du Jury Jeune : L'arbitro de Paolo Zucca (it)
- Amilcar du Public : Amiche da morire de Giorgia Farina
- Amilcar de la Presse : Alì ha gli occhi azzurri de Claudio Giovannesi
- Amilcar des Exploitants : Una piccola impresa meridionale (it) de Rocco Papaleo
- Amilcar de la ville de Villerupt : Paolo Virzì, réalisateur et scénariste

#### Palmarès 2014
37e édition du Festival du film italien de Villerupt 2014
- Amilcar du Jury : Piccola patria (it) d'Alessandro Rossetto (it)
- Amilcar du Jury Jeune : Pulce non c'è (it) de Giuseppe Bonito
- Amilcar du Public : La nostra terra (it) de Giulio Manfredonia
- Amilcar de la Critique : I nostri ragazzi d'Ivano De Matteo
- Amilcar des Exploitants : In grazia di Dio (it) d'Edoardo Winspeare
- Amilcar de la ville de Villerupt : Carlo Verdone, acteur, réalisateur, scénariste et producteur

#### Palmarès 2015
38e édition du Festival du film italien de Villerupt 2015
- Amilcar du Jury : Arianna (it) de Carlo Lavagna
- Amilcar du Jury Jeune : Arianna de Carlo Lavagna
- Amilcar du Public : Se Dio vuole d'Edoardo Falcone
- Amilcar de la Critique : L'Attente de Piero Messina
- Amilcar des Exploitants : Latin Lover de Cristina Comencini
- Amilcar de la ville de Villerupt : Riccardo Milani, réalisateur et scénariste